# Norický kůň

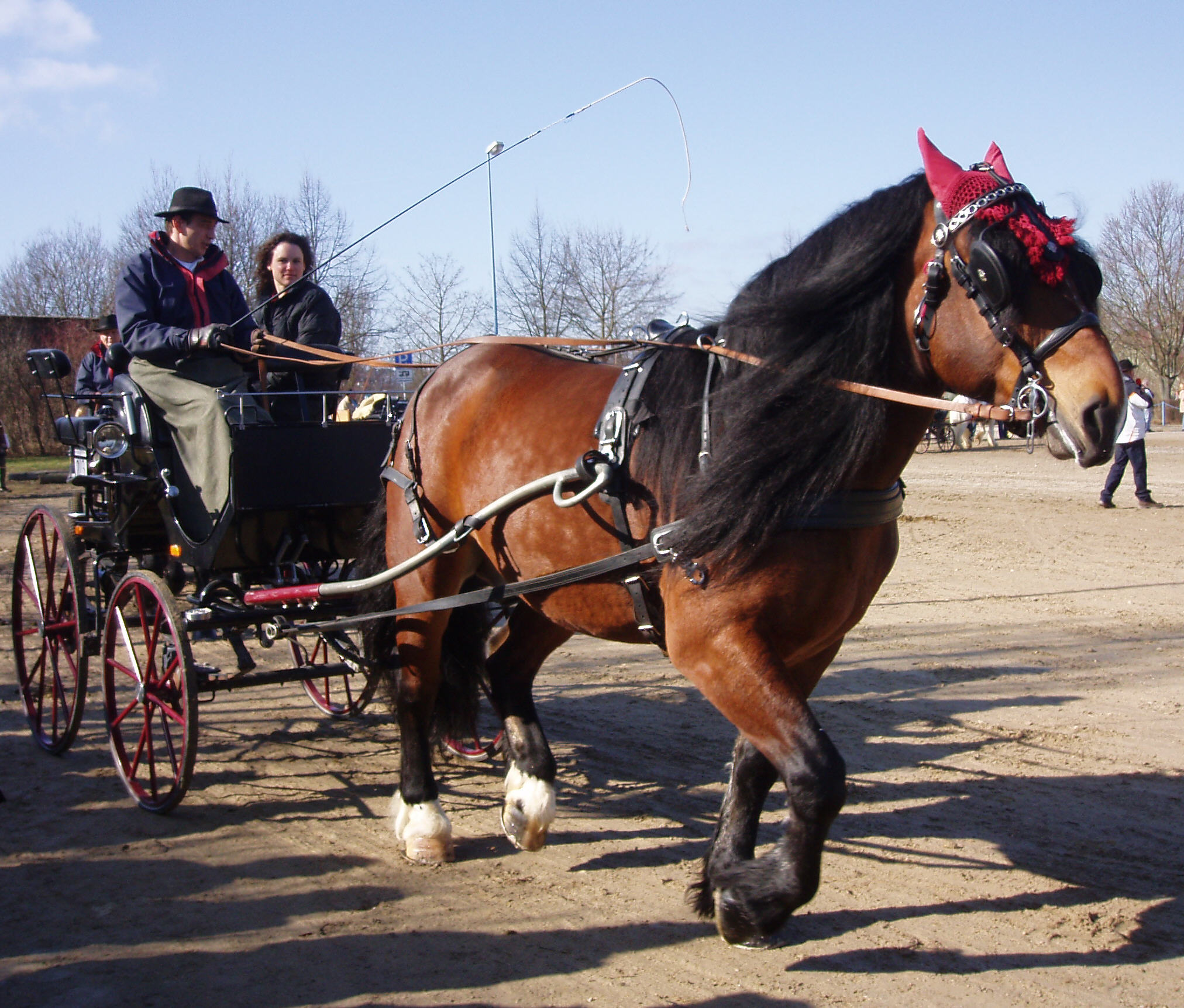
Norický kůň táhne vůz

Norický kůň (též zkráceně Norik) je jedno z chladnokrevných plemen koní, které se používají na tahání těžkých nákladů, dřeva a tahání povozů.Je to klidné a ve většině případech vyrovnané plemeno.

## Historie
Je pojmenován podle historického státu Noricum, ale plemeno bylo pravděpodobně už před vznikem římské říše používáno v Soluni, kde byli koně tohoto plemene používáni ve válkách. Od 16. století byl zušlechťován hřebci z Španělska, Belgie a Neapole. V roce 1884 bylo toto plemeno poprvé definováno v Rakousku.

## Stavba těla
Běžná výška plemene je asi 163 cm. Nejčastější zbarvení: tmaví hnědáci, ryzáci, vraníci, bělouši a tygři. Bílé znaky na těle jsou nepřípustné. Nové vyšlechtěné typy jsou hnědáci či ryzáci s bohatou hřívou a kvalitním ocasem. Má hlavu s klabonosem, silný krk.

## Použití
Je určený k tahu těžších břemen, povozů,rekreačnímu ježdění a hipoterapií. Původní norik byl spíše horským koněm, otužilý, pohyblivý, nenáročný na krmení.

## Charakter
Norik je velice pracovitý, dobře ovladatelný, přiměřeného temperamentu, ochotný, velmi klidný, vytrvalý, dobromyslný, dobře se učí novým věcem a přesto je to silná osobnost.